# Седельник, Владимир Денисович
Влади́мир Дени́сович Седе́льник (30 ноября 1935, Запесочье, Мозырский округ — 13 декабря 2016, Москва) — советский и российский литературовед-германист, специалист на швейцарской, австрийской и немецкой литературе. Доктор филологических наук (1985), профессор. Главный научный сотрудник Института мировой литературы им. А.М. Горького. Заслуженный работник просвещения РСФСР. Член Союза писателей России, Ассоциации переводчиков, Союза германистов России.

## Биография
Родился 30 ноября 1935 года в деревне Запесочье Полесской области. 
Окончил романо-германское отделение филологического факультета МГУ имени М. В. Ломоносова, а затем аспирантуру при кафедре зарубежной литературы этого университета. 
В 1967 году в МГУ имени М. В. Ломоносова защитил диссертацию на соискание учёной степени кандидата филологических наук по теме «Творчество Германа Гессе в 20-е годы». 
В 1966–1988 годы работал в Орехово-Зуевском педагогическом институте, где стал заведующим кафедрой русской и зарубежной литературы.
В 1985 году защитил диссертацию на соискание учёной степени доктора филологических наук по теме «Швейцарский роман первой половины XX века (1890-е гг. — 1945): пути реализма и движение жанра». 
С 1988 года — научный сотрудник ИМЛИ имени А. М. Горького АН СССР. 
В 1994 — 2005 годы — профессор кафедры зарубежной литературы филологического факультета МГУ имени М. В. Ломоносова.

## Научная деятельность
Под его редакцией вышли трёхтомная «История швейцарской литературы» (2002-2005), двухтомная «История австрийской литературы XX века» (2009-2010) и первый том «Истории литературы Германии XX века» (2016). Владимир Денисович Седельник — автор более 400 научных статей, опубликованных в российских и зарубежных энциклопедиях таких, как «Краткая литературная энциклопедия», «Энциклопедический словарь экспрессионизма» (2008), и коллективных академических изданиях, в числе которых «История литературы ФРГ» (1980), «История литературы ГДР» (1982), «История всемирной литературы» а также в ведущих филологических журналах.
Переводил на русский язык произведения таких немецкоязычных писателей, как Карл Шпиттелер, Герман Гессе, Фридрих Дюрренматт, Роберт Вальзер, Франк Ведекинд и многих других, был составителем сборников  классической и популярной немецкоязычной художественной прозы и поэзии.